# Victoriano Castán Guillén
Victorio Castán Guillén (1901-1983) va ser un militar i militant anarquista espanyol.

## Biografia
Pintor de professió, era un destacat militant de la Confederació Nacional del Treball (CNT) a Aragó. Després de l'esclat de la Guerra civil es va allistar en la Columna «Carod-Ferrer», combatent al Front d'Aragó. L'abril del 1937 va ser nomenat comandant de l'acabada de crear 118a Brigada Mixta, unitat amb la qual va intervenir en l'ofensiva d'Osca i en la batalla de Belchite. En 1938 va ser ascendit al rang de tinent coronel i va rebre el comandament de la 66a Divisió.
En finalitzar la contesa va ser detingut i internat en el camp de concentració d'Albatera. No obstant això, va aconseguir escapar del camp d'Albatera al costat del seu antic comissari, Saturnino Carod Lerín. Aconseguiria passar a França al costat de la seva esposa i fill petit, a més de Saturnino Carod. A França va tenir diversos problemes amb les autoritats. Durant la Segona guerra mundial va tenir un paper actiu en la Resistència francesa contra l'ocupació nazi.